# Dodge Neon
De Dodge Neon was een compact automodel van het Amerikaanse merk Dodge uit 1995. Het model werd tot 2001 ook als Plymouth Neon verkocht. In Australië, Europa, Japan en Mexico werd het model verkocht als Chrysler Neon. In 2000 volgde de tweede en laatste generatie die werd stopgezet in 2005.

## Eerste generatie (1995-1999)

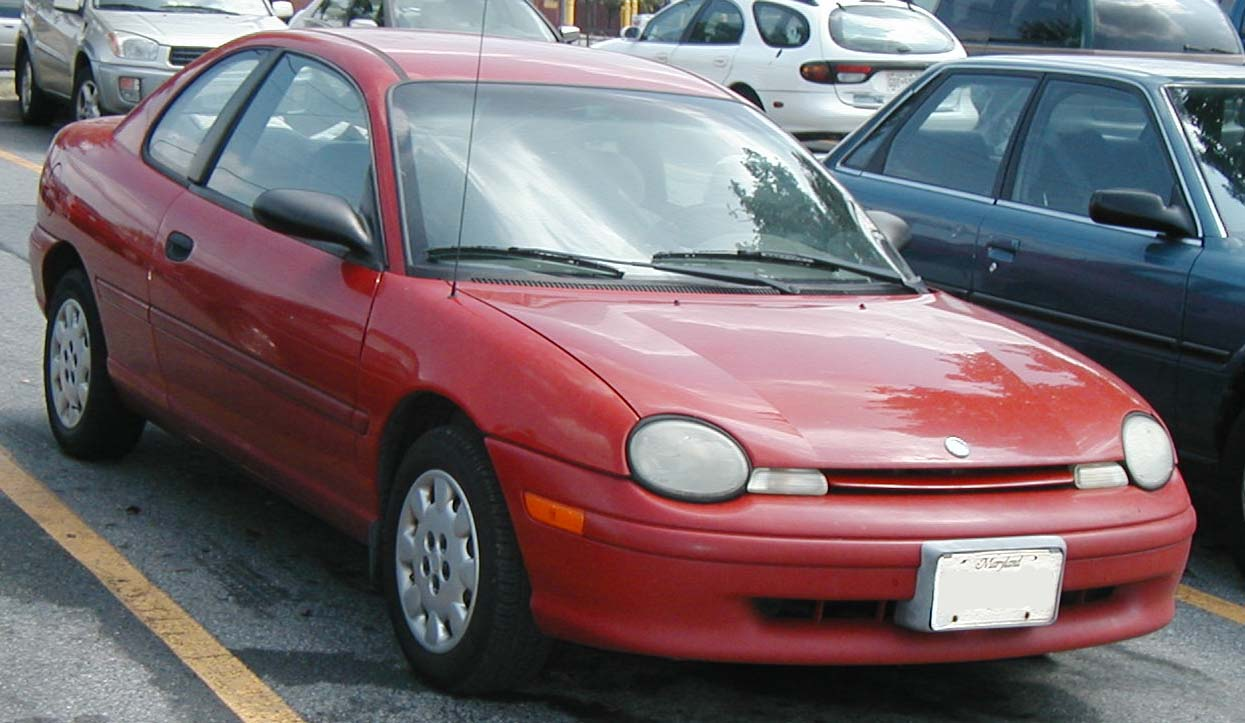
Plymouth Neon coupé uit 1995-9.

De eerste generatie van de Dodge Neon werd in januari 1994 geïntroduceerd voor modeljaar 1995. Van het model verschenen een tweedeur-coupé en een vierdeur-sedan. In Noord-Amerika werd de Neon ook als Plymouth verkocht. Elders in de wereld werd de Neon verkocht onder het Chrysler-embleem. De Neon kwam met twee vier-in-lijnmotoren: een van 132pk(SOHC) en een van 150pk(DOHC), die gekoppeld werden aan een manuele vijfversnellingsbak of een drietrapsautomaat. In Europa was ook een 1,8 litermotor beschikbaar. In Europa kregen we ook een limited edition te zien van de Chrysler Neon: de Neon CS. Deze had een gewone 132pk(SOHC) motor, maar je kreeg er een aantal sportieve extra's bij, zoals: R/T schokdempers(die wat lager waren, 3.5cm achteraan, en 2.7cm vooraan), metallic zilver/grijze lak, unieke aluminium velgen, volledig lederen interieur, voorste mistlichten, een kortere 5-versnellingsbak, een verhoging in de motorkap, dubbele uitlaat (van roestvrij staal), en een 6CD lader.
 Voor het maken van deze Limited Edition CS, is er ook een prototype gemaakt.
Dit prototype is samengesteld in België, en leek heel hard op de CS die achteraf is uitgebracht, behalve dat deze een 165pk(DOHC) motor, en een herziene uitlaat had, die de 15 extra pk's gaf aan de standaard 150pk DOHC motor, ook het interieur was niet helemaal hetzelfde.

## Tweede generatie (2000-2005)

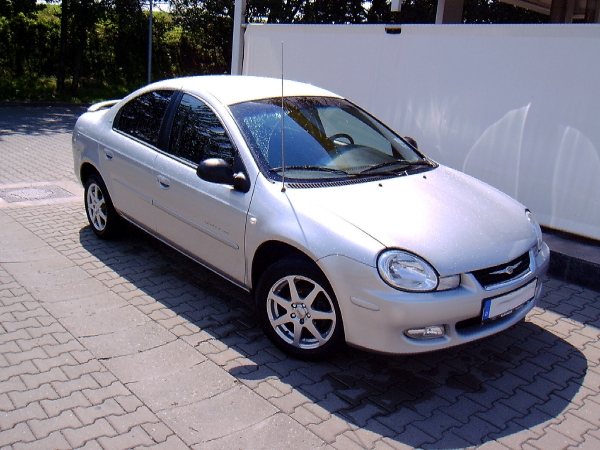
Chrysler Neon uit 2000.

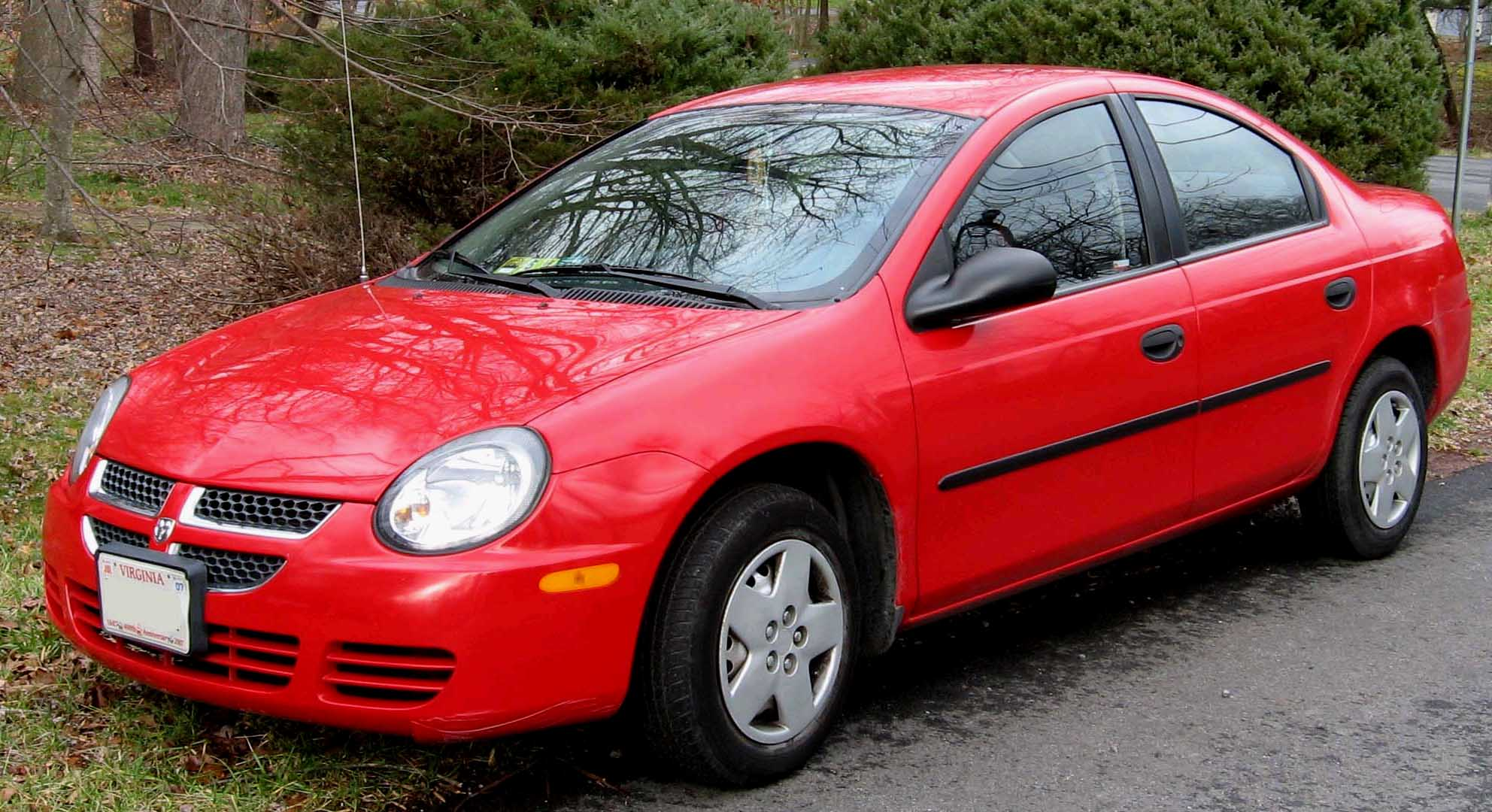
Dodge Neon uit 2003-5.

In 2000 verscheen de tweede generatie van de Dodge Neon, deze keer enkel als vierdeur-sedan. Ook was in de VS één enkele 2,0 liter vier-in-lijn te verkrijgen van 132 pk die optioneel te tunen was tot 150 pk. Op 28 juni 2001 werd de laatste Plymouth Neon geproduceerd. In datzelfde jaar verdween trouwens ook het merk Plymouth. Van 2000 tot 2002 werd de Neon onder de Chrysler-vlag verkocht in Canada. Vervolgens heette de Neon er Dodge SX 2.0. Buiten Noord-Amerika was er opnieuw alleen de Chrysler Neon die er naast de 2.0 ook met een 1,6 liter-versie van de I4 te verkrijgen was. In 2002 kreeg de Neon een face-lift en werd het model in Australië geschrapt. In Europa werd de Neon tot 2004 verkocht. Op 23 september 2005 werd de laatste Neon gebouwd bij Belvidere Assembly. Hierop viel ook het doek in de VS. In 2006 werd de opvolger, de Dodge Caliber, geïntroduceerd.